# Jean de Mayol de Lupé
Jean de Mayol de Lupé, né le 21 janvier 1873 à Paris et mort le 28 juin 1955 dans la même ville, est un prêtre catholique français. Il fut l'aumônier militaire de la Légion des volontaires français, puis de la Division SS Charlemagne pendant la Seconde Guerre mondiale.

## Biographie
Prélat — et non évêque comme cela fut écrit — il utilisait le titre de « Monseigneur », Jean Marie Pierre Louis de Mayol de Lupé est né le 21 janvier 1873 au 8, rue Férou dans le 6e arrondissement de Paris, au sein d'une famille noble (charge anoblissante de secrétaire du roi 1707-1737) originaire du Pilat (Lupé). Son père est monarchiste ; il est le septième enfant de Henri de Mayol de Lupé et d'Elisa Caracciolo, issue de la noblesse napolitaine. Toute sa vie, il a voué une haine farouche aux symboles de la République : le drapeau tricolore et  La Marseillaise. L'enfant fait ses études en internat dans le Poitou à l'abbaye des Bénédictins. Suivant en cela une tradition familiale, il est ordonné prêtre le 10 juin 1900 et devient chevalier ecclésiastique d'un ordre autant militaire que religieux : l'Ordre sacré et militaire constantinien de Saint-Georges.

### Première Guerre mondiale
Lors de la Première Guerre mondiale, il sert à 41 ans comme aumônier militaire au sein de la 1re division de cavalerie. Fait prisonnier le 28 septembre 1914, il est relâché grâce à son statut d'ecclésiastique le 16 octobre 1916. Volontaire pour repartir au front, il retourne sur les lignes ennemies le 16 mars 1917 où il sert alors avec le 9e régiment de chasseurs à cheval. est blessé grièvement à Esmery-Hallon dans la Somme en 1918. Il est cité trois fois à l'ordre de l'armée et reçoit de nombreuses décorations pour son courage (dont la Croix de guerre et la Médaille des évadés).

### Entre-deux-guerres
Il est affecté en Syrie et au Liban et est fait chevalier de la Légion d'honneur. Il quitte l'Armée en 1927 pour cause de maladie. Il n'en reste pas moins très actif de retour à la vie civile. Il édite un Bulletin de St Mayol (de 1927 à 1936), organe de la Pieuse Union de Saint Mayol qu’il anime avec le concours de son cousin germain le baron Marcel d'Allemagne, gentilhomme d’honneur de Xavier de Bourbon. Homme d'Église, noble, héros de la Grande Guerre, lettré et cultivé, Jean de Mayol de Lupé est contacté par le Ministère de l'Éducation nationale pour organiser diverses missions culturelles. C'est dans ce cadre qu'il rencontre aussi bien l'ambassadeur de France en Allemagne, André François-Poncet, que le maréchal Lyautey, ou le président Caillaux. Légitimiste, Mayol de Lupé est aumônier de Jacques de Bourbon (1870-1931), duc d'Anjou et de Madrid, chef de la Maison de Bourbon, qui le fait commandeur de l'ordre du Saint-Esprit. À la mort de ce prétendant au trône de France, Jean de Mayol de Lupé reporte sa fidélité sur son oncle et successeur, Alphonse-Charles de Bourbon (1849-1936), duc de San Jaime. En 1935, il défend encore les droits de l'aîné des Bourbons en réponse à un thuriféraire de Sixte (1886-1934) et Xavier de Bourbon Parme (deux fils puînés du dernier duc souverain de Parme). Mais à partir de 1936, au lieu de faire allégeance à l'ancien roi Alphonse XIII d'Espagne, devenu le nouveau chef de la maison de Bourbon, Mayol de Lupé et une partie des légitimistes de l'époque (dont Jean d'Andigné, ancien chef du service d'honneur  du duc de San Jaime) se détournent de la loi salique et font leur cour à François-Xavier de Bourbon-Parme (1889-1977) : c'est ce qu'Hervé Pinoteau appelle la « dérive xaviériste », ou « dérive parmiste ».
Puis en 1938, c'est le grand virage idéologique pour Mayol de Lupé, qui se rend au Congrès de Nuremberg, rencontre Otto Abetz et est séduit par le national-socialisme. C'est aussi cette année qu'il est fait officier de la légion d'honneur. 
Pendant la guerre d'Espagne, il plaide avec succès auprès de Franco la grâce pour le nationaliste basque Juan de Ajuriaguerra.

### Seconde Guerre mondiale
En 1939, à cause de son âge, il a alors 66 ans, on lui refuse sa mobilisation. Lorsqu'en 1941, le régime de Vichy autorise la création de la Légion des volontaires français (LVF), il se porte volontaire et en devient l'aumônier, portant l'uniforme allemand sur le front de l'Est. Sa notoriété lui vaudra, quand il est décoré de la Croix de fer de deuxième classe en 1943, de faire la couverture d'une édition du journal de propagande nazie Signal. Cette même année, il est fait aumônier général de cette unité. Selon Le Monde, il participe activement au combat et est dépeint comme « l’âme de cette unité ».
En juillet 1944, lorsqu'est créée la Division SS Charlemagne et que les derniers éléments de la LVF encore en vie y sont enrôlés, Jean de Mayol de Lupé fait le choix d'intégrer cette unité il est enrôlé avec Edgar Puaud, Jean Bassompierre, Victor de Bourmont, Henri Fenet ou encore Jean de Vaugelas qui a été chef de la milice à Limoges. Il reçoit le grade de SS-Sturmbannführer tout comme il avait reçu celui de Major à son entrée dans la LVF. Lors de la cérémonie de prestation de serment, il célèbre la messe et dédie son homélie à « Notre très saint père le Pape et notre Führer Adolf Hitler ».
Alors que les troupes montent au front en Poméranie, trop vieux, il reste en Allemagne à Wildflecken et s'installe à Munich. À l'arrivée des Alliés en Allemagne en avril 1945, il se cache dans un établissement thermal de Bad Reichenhall, tenu par des religieux. Il apprend alors l'exécution de SS français prisonniers de guerre par le général Leclerc et béni leurs tombes après le départ des américains. Il est finalement capturé par les américains en septembre 1946. Il est remis au gouvernement français et emprisonné à la prison de Fresnes. Condamné en 1947 à quinze ans de réclusion, la confiscation de ses biens et l'indignité nationale, il bénéficie d'une mesure de grâce et obtient une libération conditionnelle de prison en 1951. Il se retire alors dans une maison religieuse à Versailles où il meurt en le 28 juin 1955. Il est inhumé à Lupé, dans la Loire.

## Décorations
- Légitimisme

| Ordre du Saint-Esprit | Commandeur de l'ordre du Saint-Esprit |

- France

| Chevalier de la Légion d'honneur Chevalier de la Légion d'Honneur. |
| Croix de guerre 1914-1918, palme de bronze (3 palmes de bronze)    |
| Croix du combattant                                                |
| Croix de guerre des Théâtres d'opérations extérieurs               |
| Médaille commémorative de Syrie-Cilicie                            |
| Médaille commémorative du Maroc                                    |
| Médaille interalliée de la Victoire                                |
| Médaille commémorative de la guerre 1914-1918                      |
| Médaille coloniale                                                 |
| Insigne des blessés militaires                                     |

- Royaume des Deux-Siciles

| Chevalier de l'ordre sacré et militaire constantinien de Saint-Georges |

- Vatican

| Médaille du pèlerin de Jérusalem |

- Bulgarie

| Commandeur de l'Ordre Royal du Mérite Civil de Bulgarie |
| Chevalier de l’Ordre de Saint Alexandre                 |
| Médaille du mérite de l’Ordre de Saint Alexandre        |

- État français

 Croix de guerre légionnaire
- Reich allemand

| Croix de Fer de 2e classe              |
| Croix du Mérite de guerre de 2e classe |